# Роївка
Роївка (Raiwka) - на поч.20ст. хутірне поселення в Україні, Хмельницька обл., Кам'янець-Подільський район
Зараз на місці колишнього поселення залишилась мурована криниця, яку досі називають Роївка. Назва поселення походить від слова "рій". Поселення Роївка виникло навколо пасіки на міських землях м.Кам'янця-Подільського 
У той же час, коли поблизу теперішнього Старого міста почали виділятися Польські та Руські фільварки, в інших місцях на міських землях теж почали з’являтися невеликі поселення - такі собі хутірки. Як зазначає Сіцінський, багато таких поселень виникало на місцях пасік. Перші такі поселення, згідно з даними Юхима Йосиповича, були ще у XVI-XVII століттях, тобто ще перед нападом турків на місто в серпні 1672 року. Але тоді ці поселення були, так би мовити, кочовими. З XVIII століття такі пасічні поселення вже стали стаціонарними. Навколо них почали з’являтися маєтки, де жили заможні люди, які, як можна зрозуміти, подекуди навіть мали в своєму підпорядкуванні кріпаків. Тобто, це вже були не тільки бджолярські господарства, а, судячи з усього, почали освоюватися ближні землі та почало культивуватися землеробство. (по матеріалам[1]).
1. «Исторические сведения о приходах и церквах Подольской епархии» («Труды Подольского епархиального историко-статистического комитета», 7 тт. (1895—1911).